# Стирку
Стирку (рум. Stârcu) — село у повіті Клуж в Румунії. Входить до складу комуни Чану-Маре.
Село розташоване на відстані 299 км на північний захід від Бухареста, 26 км на південний схід від Клуж-Напоки.

## Населення
За даними перепису населення 2002 року у селі проживали 9 осіб, усі — румуни. Усі жителі села рідною мовою назвали румунську.